# Fredrik Julin
Fredrik  Edvard Julin (i riksdagen kallad Julin i Åmberg), född 20 juni 1873 i Ransäters församling, död 25 mars 1941 i Ransäters församling, var en svensk godsägare och politiker. Han var son till godsägare Walfrid Weibull.
Julin var ledamot av riksdagens första kammare 1929–1933. Han tillhörde Bondeförbundet.